# 她的城
《她的城》是一部由池莉写作的中短篇小说作品，2011年5月出版。小说以武汉市为背景，讲述的是三个不同时代、不同身份和不同性格的女人的故事。

## 小说目录
- 她的城
- 肯的坡
- 香烟灰
- 金盏菊与兰花指
- 托尔斯泰围巾

## 译本
泰文版译本于2013年3月28日在泰国曼谷香格里拉酒店发行，由诗琳通公主翻译；该译本为2012年诗琳通公主在繁忙的公务中翻译而成。2012年12月，诗琳通公主在翻译的过程中，曾特地邀请池莉前往泰国，但池莉三度错过。